# 盛本真理子
盛本真理子（1971年9月8日—），日本女演員及寫真偶像。最初以女演員的身份躋身日本演藝界，同時出任雜誌及電視廣告的模特兒，出道一年間曾參演一齣電影及兩套電視劇。直至發生被強姦不遂的事件後，曾一度決意退出演藝界，並拍攝裸體寫真集以及推出「寫真集拍攝花絮」作為引退前的紀念。之後非但未有引退，並參演電影及電視劇。首次以裸體亮相後，曾先後推出多輯「寫真錄像」。可是在電影及電視劇中的裸體演出，未有為演藝事業帶來太大的幫助。在寥寥可數的演出中，大多都是擔任配角。寫真集方面，卻更是足陳乏善，只曾推出一本個人寫真集及一本「激寫文庫（日語：激写文庫）」。
演藝事業無甚起色，開始停止演出的同時，亦有一段時間未有推出全新的寫真集或「寫真錄像」；但期間仍有為雜誌出任裸體模特兒。其後重新推出寫真集，全身投入裸體寫真偶像的行列。在推出數本寫真集後，便再次引退。不過之後亦有復出並再次推出寫真集，直至2000年正式引退。

## 個人資料
盛本真理子的出生年份方面，坊間流傳分別為1969年及1971年；日期則有9月3日及9月8日兩個不同的說法。至於出生地點，亦有說是日本神奈川縣、熊本縣及廣島縣。但根據最後的官方公佈，出生日期及地點分別為1971年9月8日及日本神奈川縣。血型O型。嗜好為單獨旅行、水上活動及騎馬。擅長珠算。

## 出道至第一次引退
起初以女演員的身份出道，並於1987年在電影《本場Favor Manual（日語：本場ぢょしこうマニュアル）》中初次亮相。其後在日本富士電視台的電視劇《The School Glass（日語：ザ・スクールコップ）》及《律師・今田一平》》（日語：弁護士・今田一平）》中參與演出。同時亦有接拍廣告，及擔當雜誌中的照片模特兒；雖然當時並未有拍攝裸體照片，但一副美好的身段及一對豐腴的乳房經已是呼之欲出。
於1988年8月8日，在賓館中拍攝電視廣告期間，被廣告導演強姦不遂；有關案件於10月17日審判。之後事件在報紙及女性週刊雜誌中被廣泛報導，除了來自支持者的鼓勵外；相反亦有把事件作為宣傳的揣測。基於這些負面的報導，從而作出退出演藝界的決定。作為引退前的紀念，於1989年1月到3月期間，先後到泰國曼谷和布吉，及日本山梨縣和長野縣拍攝裸體寫真集；並於同年3月推出「寫真集拍攝花絮」《美少女Hi-Fi寫真館 Vol.5 Endless Dream》。至於第一本寫真集《Loving Forever》則於同年5月出版。

## 裸體的契機
雖然在盛本真理子的第一本寫真集中，亦有少量文字提到有關引退的決定。不過事後非但沒有退出演藝界，更以此作為契機，分別於1989年6月及11月推出與首本寫真集同名的「寫真錄像」《Loving Forever》（全新拍攝的「寫真錄像」，並非寫真集《Loving Forever》的「拍攝花絮」），以及第二輯「寫真錄像」《秋色之Melody》。其後於1990年先後推出4輯裸體「寫真錄像」及第二本寫真集《Mandala》。這本寫真集由立木義浩拍攝，不過跟同年推出的「寫真錄像」《立木義浩之世界 Imagination》並無關連。
此外，英知出版於1990年3月推出的錄像《Video Magazine '20》，當中收錄盛本真理子首輯「寫真集拍攝花絮」《美少女Hi-Fi寫真館 Vol.5 Endless Dream》，以及岩倉朋子、渡邊利繪和淺間三人個別的「寫真集拍攝花絮」的片段。在推出「寫真錄像」的同時，亦有繼續參演電影及電視劇；在電影《Technical Virgin》及電視劇《白色巨塔（日語：白い巨塔）》中，不乏裸露上身的演出。
在1991年，除了參演電影《Scandoll》及《Twilight神秘 殺人的遊戲》之外；亦曾參演電視劇《刑事貴族2》。同年推出的「激寫文庫」《這個以前那個以後》，當中同時收錄及穗高奈奈二人的相片（1992年再版）。「寫真錄像」方面，便只有以盛本真理子及另外六人（千堂、真弓倫子、結城、高部知子、武田雅子及川田子）舊日的「寫真錄像」輯錄而成的《Moonlight Ⅱ》。其後於1992年推出的「寫真錄像」《The High Leg Club '92》，當中同時收錄另外三人（細川、原久美子及稻尾律子）的片段；但跟過往不同，這一輯「寫真錄像」便只收錄了泳裝片段，亦是她唯一的泳裝「寫真錄像」。同年參演電視劇《唱！大龍宮城（日語：うたう!大龍宮城》以及電影《工業哀歌 排球男孩們》，不過這已是盛本真理子最後的演出，其演藝事業亦隨之而落幕。

## 事業轉型後的發展
盛本真理子不惜犧牲色相在幕前裸體演出；可是這並未為她短暫的演藝事業帶來起色，在多齣電影及電視劇中均是擔任配角。於1989年至1992年，雖曾推出多輯「寫真錄像」；卻只有一本寫真集及一本「激寫文庫」。反觀在復出後至1993年期間，曾有不少裸體相片刊登在日本雜誌中。
自演藝事業終結後，到了1993年12月方才推出第三本寫真集《White Woman》。儘管在此之前，日本寫真集禁止模特兒展示陰毛的法令已經解除；不過在這一本寫真集中，便只有一幅隱約展示陰毛的相片。跟過住不同，這本遠赴美國洛杉磯拍攝的寫真集，當中收錄的相片約有三分之二是黑白相片。除此之外，隨着年紀漸長，樣貌亦轉催成熟之餘；在少女年代略帶脂肪的體型，亦變得更為曲線玲瓏。並憑着其驕人身段，奠定了日後「寫真偶像」的地位。

## 裸體上的突破
在1991年以前，基於日本法律上的限制，日本的所有印刷品均不得展示模特兒的陰毛（不論男女）；電影及錄像更要到1994年方才解禁。故此盛本真理子在此之前推出的數本寫真集中，雖不乏一絲不掛相片，但全都以不同的方式使陰毛沒有暴露在鏡頭之前，例如在「寫真集拍攝花絮」或「寫真錄像」中全身赤裸的場面。至於幕前的裸體演出，則一律只限於上身赤裸。
不過盛本真理子在1991年出版的「激寫文庫」《這個以前那個以後》中，並未有收錄展示陰毛的相片；即使其後於1993年出版的寫真集《White Woman》，亦只有一幅隱約展示陰毛的相片。而這段期間在日本雜誌中刊登的相片亦是一樣。直至1994年7月，盛本真理子首次推出Hair Nude（日語：ヘアヌード）寫真集《Perfume》，當中收錄不少展示陰毛的相片。憑這一次澈底的赤裸及這一本寫真集，她的知名度亦相應提高。雖自1989年復出以來，一直以裸體示人，但這一脫成名之路卻走了差不多五年之久。

## 事業的全盛時期
自盛本真理子推出首本Hair Nude（日語：ヘアヌード）寫真集後，其裸體相片亦頻頻刊登在日本雜誌中。這些相片也跟寫真集一樣，毫無保留地展露出赤裸的身軀。在雜誌間的宣傳下，誘人的胴體終於讓她聲名鵲起，不過她並沒有藉此機會重返演藝界，反而全身投入裸體「寫真偶像」的行列。
雖然盛本真理子在1994年除了第四本寫真集《Perfume》外，並未有推出其他的寫真集。不過在1995年，便推出了首張「CD寫真集」。這張與她同名的「CD寫真集」(羅馬拼音：Mariko Morimoto)，收錄的相片都是跟寫真集《Perfume》同時拍攝。但礙於當時數碼圖像處理技術水平，相片的解析度都是較低。
隨後在1995年3月，盛本真理子再次推出全新的寫真集《Desire》。這本遠赴馬里亞納群島的天寧島拍攝的寫真集，更同時分別推出了兩個不同版本的「拍攝花絮寫真集」－《山岸伸之世界》及《悲哀的熱帶》；而當中的《山岸伸之世界》，更是同是推出了VHS錄影帶及鐳射影碟兩種格式。此外，跟過往的「寫真集拍攝花絮」或「寫真錄像」不同，在這輯「寫真集拍攝花絮」，她的裸體終於纖毫畢露展現在錄像之中。不過自此之後，她便再沒有推出「寫真集拍攝花絮」。
而盛本真理子的寫真集，亦於1995年在日本以外的地方正式出版。台灣的農學股份有限公司購入寫真集《White Woman》的版權，並於1995年10月20日出版。除了在寫真集中少量的文字被翻譯成中文外，基本上台灣版與日本版並無分別；不過這亦是她唯一在日本以外的地方正式出版的寫真集。
1995年11月，盛本真理子推出寫真集《25 Birthday》。而到了1996年，再度「CD寫真集」《Premiere Vol. 1 盛本真理子》。同樣地，這張「CD寫真集」收錄的相片並非重新拍攝，而是跟寫真集《25 Birthday》同時拍攝；相片的解析度亦未見改善。

## 第二次引退
盛本真理子自1989年引退後隨即復出，雖然在演藝事業方面的成績並不理想，但在1994年推出首本Hair Nude（日語：ヘアヌード）寫真集後一脫成名。在的事業上初次取得成功後，更是接二連三地推出更多同類型的寫真集，並推出兩張「CD寫真集」及再度推出「寫真集拍攝花絮」。儘管如此，她亦選擇在事業踏入最盛時期後引退。
盛本真理子上一次引退之前，曾以拍攝裸體寫真集作為紀念；這次亦不例外，不同的只是未有推出「寫真集拍攝花絮」。於1997年10月再次引退的同時，推出於日本山形縣鶴岡市的溫泉（日語：あつみ温泉）拍攝的寫真集《終章》。
盛本真理子在第二次引退後，卻未有停止推出寫真集。於1998年11月再度推出寫真集《Pandora》，不過這本寫真集並非重新拍攝，而是收錄與過往三本寫真集《Perfume》、《25 Birthday》及《終章》同時拍攝，而未經公開的相片。

## 最後的復出及真正的引退
在毫無先兆的情況下，盛本真理子突然於1999年1月推出全新拍攝的寫真集《Last Album》。在推出第九本寫真集的同時，更預售另一本全新拍攝的寫真集《Janus》。寫真集《Janus》於同年12月推出，不過只限於日本國內以郵購方式訂購，並未曾公開發售。而寫真集收錄的相片亦比較另類，部分相片中的服飾充滿了性虐待的味道。
2000年6月，盛本真理子推出最後一本寫真集《Venus》；這本寫真集收錄了自1994年起拍攝而未經公開的相片。隨後，盛本真理子亦終於真正的引退。

## 引退後的數碼化
盛本真理子在引退前分別於 1994年及1996年推出的兩張「CD集真集」，於2000年引退後，仍不乏被數碼化推出的寫真集。在2002年5月，以電子書格式首次推出數碼寫真集《終章 Digital》。當中的相片，大部分早已收錄在寫真集《終章》，只有少量未經公開的相片。不過在相片的解析度方面，較之前的「CD集真集」提高不少。
其後到了2004年5月及7月，盛本真理子先後推出兩輯數碼相片。而這兩輯相片均是以舊有的相片重新數碼化，部分相片早已收錄在寫真集《Last Album》中，其餘的則是與這本寫真集同時拍攝但未經公開的相片。
在2002年及2006年，盛本真理子曾經參演的電影《Technical Virgin》及《Scandoll》先後被數碼化並以DVD重新推出市場。2008年，「寫真錄像」《Slender Venus》、《Mariko Special》及《Moonlight Ⅱ》亦被數碼化及以DVD重新推出市場。

## 寫真集
- 《Loving Forever》（英知出版，1989年5月15日出版）攝影：大川定男
- 《Mandala》（集英社，1990年6月20日出版）攝影：立木義浩
- 《White Woman》（WANI BOOKS，1993年12月10日出版）ISBN 4-84702-347-1 攝影：野村誠一
- 《Perfume》（Compass，1994年7月1日出版）ISBN 4-90640-721-8 攝影：山岸伸
- 《Desire》（LEED Publishing，1995年3月10日出版）ISBN 4-84581-088-3 攝影：山岸伸
- 《25 Birthday》（Compass，1995年11月20日出版）ISBN 4-90640-752-8 攝影：山岸伸
- 《終章》（Compass，1997年10月20日出版）ISBN 4-90640-796-X 攝影：山岸伸
- 《Pandora》（Compass，1998年11月1日出版）ISBN 4-87763-017-1 攝影：山岸伸
- 《Last Album》（Compass，1999年1月15日出版）ISBN 4-87763-039-2 攝影：山岸伸
- 《Janus》（Compass，1999年12月1日出版）攝影：山岸伸
- 《Venus》（TIS，2000年6月20日出版）ISBN 4-88618-237-2 攝影：山岸伸

- 《這個以前那個以後》（小學館，1991年5月10日初版，1992年12月1日再版）攝影：篠山紀信

- 《Mariko Morimoto》（Janis，1995年）攝影：山岸伸
- 《Premiere Vol. 1 盛本真理子》（Media Zaurus，1996年）攝影：山岸伸

- 《終章 Digital》（山岸伸有限會社，2002年5月11日）攝影：山岸伸

## 寫真集拍攝花絮
- 《美少女Hi-Fi寫真館 Vol.5 Endless Dream》（英知出版，1989年3月13日發行）
- 《Video Magazine '20》（英知出版，1990年3月20日發行）
- 《山岸伸之世界》（明文社，1995年3月25日發行）
- 《悲哀的熱帶》（MAXAM，1995年3月25日發行）

- 《山岸伸之世界》（明文社，1995年3月25日發行）

## 寫真錄像
- 《Loving Forever》（宇宙企畫，1989年6月11日發行）
- 《秋色之Melody》（Southern Cross，1989年11月15日發行）
- 《立木義浩之世界 Imagination》（Southern Cross，1990年2月15日發行）
- 《Slender Venus》（OLIVE，1990年7月25日發行）
- 《Mariko Special》（OLIVE，1990年7月25日發行）
- 《To Love Somebody》（Southern Cross，1990年10月1日發行）
- 《Moonlight Ⅱ》（OLIVE，1991年7月1日發行）
- 《The High Leg Club '92》（Pony Canyon Inc.，1992年7月17日發行）

- 《Loving Forever》（宇宙企畫，1989年6月11日發行）

- 《Slender Venus》（Astro System Japan，2008年4月25日發行）
- 《Mariko Special》（Astro System Japan，2008年7月25日發行）
- 《Moonlight Ⅱ》（Again，2008年8月27日發行）

## 主要演出
- 《The School Glass（日語：ザ・スクールコップ）》（富士電視台，1988年）
- 《律師・今田一平》》（日語：弁護士・今田一平）》（朝日放送，1988年）
- 《白色巨塔（日語：白い巨塔）》（朝日電視台，1990年）
- 《刑事貴族2》（朝日電視台，1991年）
- 《唱！大龍宮城（日語：うたう!大龍宮城）》（富士電視台，1992年）

- 《本場Favor Manual（日語：本場ぢょしこうマニュアル）》（東映，1987年）
- 《Technical Virgin》（日活，1990年）
- 《Scandoll》（1991年）
- 《Twilight神秘 殺人的遊戲》（TAKI Corporation，1991年）
- 《工業哀歌 排球男孩們》（Tokuma Japan Communications，1992年）